# Vetulonia (chi ốc biển)
Vetulonia là một chi ốc biển, là động vật thân mềm chân bụng sống ở biển và không được chỉ định trong các siêu họ Neomphaloidea.

## Các loài
Các loài trong chi Vetulonia gồm:
- Vetulonia densilirata Dall, 1927
- Vetulonia parajeffreysi Absalão & Pimenta, 2005[3]
- Vetulonia paucivaricosa (Dautzenberg, 1889)[4]

## Hình ảnh

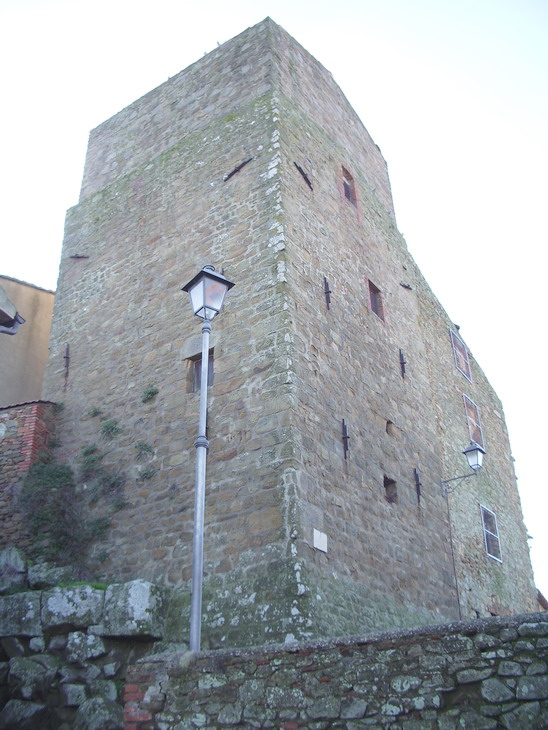
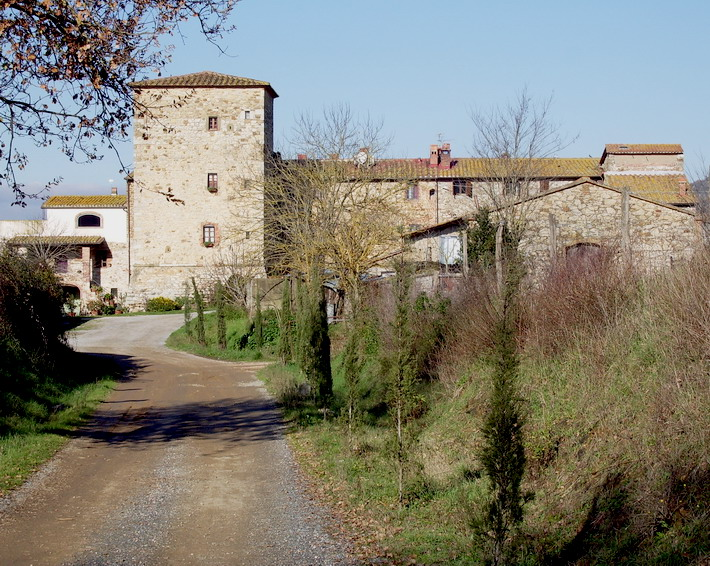
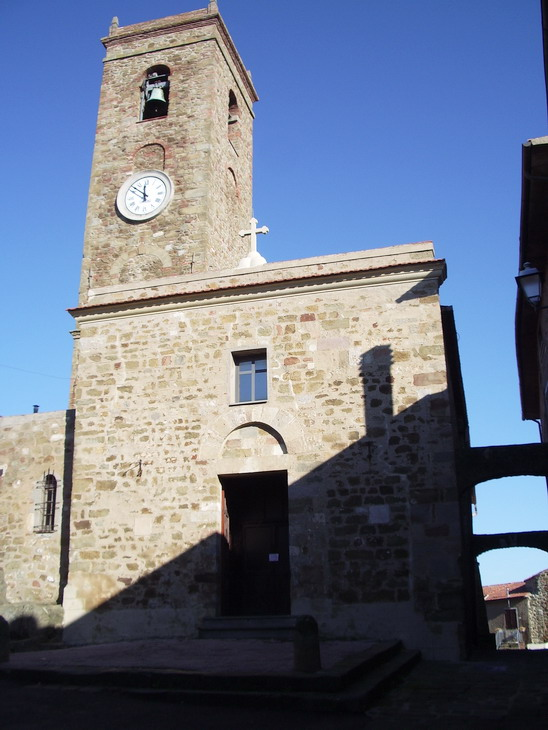
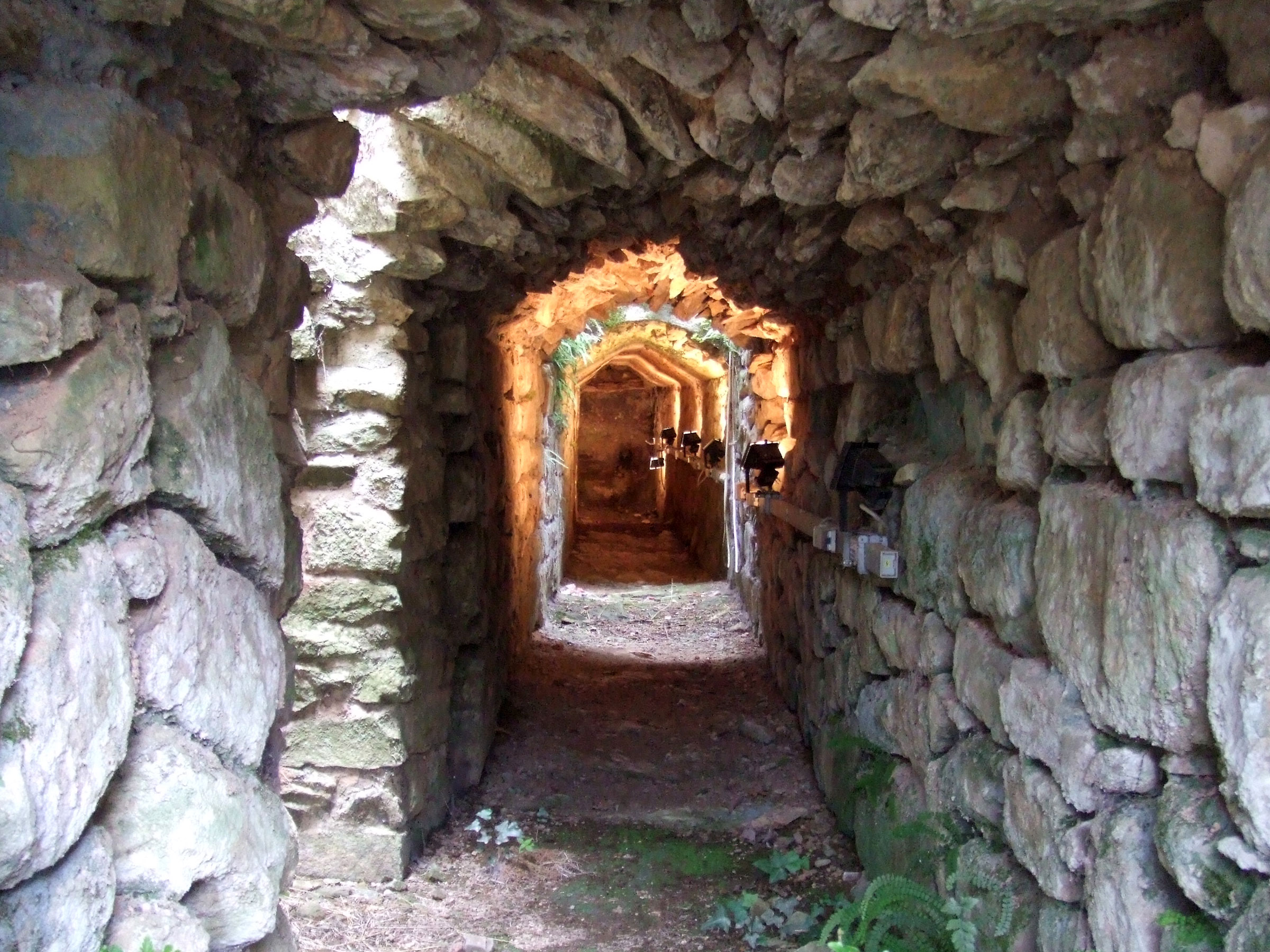